# Вибори до Європейського парламенту в Португалії 2014
Вибори в Європейський парламент у Португалії пройшли 25 травня 2014 року. На них було обрано 7-у португальську делегацію Європарламенту, що складається з 21 депутата.
Порівняно з попередніми європейськими виборами 2009 року в результаті підписання Лісабонського договору в грудні 2009 року делегація Португалії була зменшена з 22 до 21 депутата.

## Результати
- Соціалістична партія — 1034249 голосів, 8 місць
- Альянс за Португалію (Соціал-демократична партія, Португальська народна) — 910647 голосів, 7 місць
- Коаліція демократичної єдності (Португальська комуністична партія, Зелені) — 416925 голосів, 3 місць
- Партія Землі — 234788 голосів, 2 місця
- Лівий блок — 149764 голосів, 1 місце